# Michael Kraus (Sänger)
Michael Kraus (* 17. Jänner 1957 in Wien) ist ein österreichischer Opernsänger (Bariton).

## Leben

### Anfangsjahre
Michael Kraus studierte zunächst Schauspiel, Geschichte und Romanistik und arbeitete einige Jahre als Schauspieler am Theater „Die Komödianten“ in Wien, wo er als Regisseur auch für die österreichische Erstaufführung von Herbert Achternbuschs Ella (1979) verantwortlich zeichnete. Er studierte nebenbei Gesang an der Hochschule für Musik in Wien bei Kammersänger (KS) Otto Edelmann und KS Josef Greindl und an der Musikhochschule München bei Hanno Blaschke. Mehrfach war er Preisträger bei Gesangswettbewerben (u. a. Hugo-Wolf-Gesangswettbewerb, Wien 1980, und Internationaler Lieder-Wettbewerb, Wien 1982). Anschließend entschied er sich endgültig für den Sängerberuf. Erste Bühnenengagements als Anfänger hatte er am Stadttheater Aachen (1981–1984) und am Theater Ulm (1984–1987).
1987 debütierte Kraus an der Wiener Volksoper als Guglielmo in Così fan tutte. Von 1988 bis 1992 war er festes Ensemblemitglied am Haus und trat danach weiterhin regelmäßig als Gast auf. Im Laufe der Jahre verkörperte er dort als Hauptrollen u. a. den Papageno in Die Zauberflöte, Guglielmo in Così fan tutte, Leporello und die Titelrolle in Don Giovanni, Falke und Eisenstein in Die Fledermaus, Sixtus Beckmesser in Die Meistersinger von Nürnberg, den Musiklehrer in Ariadne auf Naxos (Neuproduktion, Premiere: Juni 2009) und die Titelrolle in Gianni Schicchi (Spielzeit 2012/13). In der Spielzeit 1991/92 sang er an der Wiener Volksoper die Rolle des Wilderers Haraschta in der Janáček-Oper Das schlaue Füchslein. Er sang dort auch in Operetten, u. a. in der Spielzeit 1988/89 den Wirt Benozzo in Gasparone und in der Spielzeit 1989/90 den Fassbinder Lotteringhi in einer Neuinszenierung von Boccaccio.
In der Spielzeit 1991/92 sang er auch an der Wiener Staatsoper. In den Folgejahren wurde vor allem der Papageno zu seiner internationalen Glanzpartie.

### Gastspiele
1988 sang Michael Kraus in Amsterdam in einer Neuinszenierung von Mozarts Don Giovanni unter Nikolaus Harnoncourt die Partie des Leporello. In späteren gastierte er dort als Stolzius in den Soldaten von Bernd Alois Zimmermann (2003 und 2010), als Franz/Fritz in Die tote Stadt (2005) sowie als Faninal in Der Rosenkavalier (2011).
Im Sommer 1988 gastierte er bei den Seefestspielen Mörbisch als Pappacoda in der Operette Eine Nacht in Venedig. 1991 gab er mit der Partie des Papageno sein USA-Debüt am War Memorial Opera House in San Francisco. 1993 debütierte er an der Mailänder Scala als Scherasmin in Oberon, wo er später auch in Der Freischütz (2017) und in Die Fledermaus (2018) auftrat.
Ab 1994 war Kraus regelmäßiger Gast an der Vlaamse Opera in Antwerpen und Gent, wo er zunächst u. a. die Titelrolle von Brittens Oper Billy Budd (1994 und 1997) einen großen Erfolg hatte. In den folgenden Jahren sang er dort u. a. den Fritz in Die tote Stadt (1995), Dandini in La Cenerentola (1999), Beckmesser in Die Meistersinger von Nürnberg (2002), Don Alfonso in Così fan tutte (2003) und Jaroslav Prus in Věc Makropulos (2016).
Ab 2000 war Kraus mehrere Jahre auch ständiger Gast an der Komischen Oper Berlin (u. a. Lescaut in Manon Lescaut, Enrico Ashton in Lucia di Lammermoor, Marcello in La Bohème, Mercutio in Roméo et Juliette). Im Jahr 2000 gab er sein Rollendebüt als Conte di Luna in Verdis Oper Il trovatore bei konzertanten Aufführungen in Zagreb und Ljubljana. In der Eröffnungspremiere der Saison 2000/01 sang er am Teatro del Liceu in Barcelona die Titelrolle in der Uraufführung der Oper Don Quijote en Barcelona von José Luis Turina. In der Saison 2004/05 sang Michael Kraus an der Nederlandse Opera in Amsterdam in einer Neuinszenierung der Oper Die tote Stadt die Doppelrolle Frank/Fritz (Dirigent: Ingo Metzmacher, Regie: Willy Decker).
In der Spielzeit 2009/10 sang er am Mecklenburgischen Staatstheater Schwerin die Rolle des Don Carlo di Vargas in La forza del destino. Im November 2010 übernahm er bei der Nederlandse Opera in Amsterdam die Partie des Stolzius in Die Soldaten (Musikalische Leitung: Hartmut Haenchen; Regie: Willy Decker). In der Spielzeit 2011/12 sang er den Eisenstein in der Operette Die Fledermaus am Opernhaus Frankfurt. Im März/April 2012 sang er an der Vlaamse Opera die Rolle des Schlachters in der Uraufführung von Rumor, der neuen Oper von Christian Jost (Regie: Guy Joosten).
2012/13 gastierte er auch an der Berliner Staatsoper (u. a. als Faninal unter Sir Simon Rattle). An der Oper Leipzig gab er in der Spielzeit 2012/13 sein Rollendebüt als Donner in Das Rheingold unter der musikalischen Leitung von Ulf Schirmer. 2013 debütierte Michael Kraus am Opernhaus Zürich (Die Soldaten), wo er auch den Heerrufer in Lohengrin und den Orest in Elektra sang.
2014 erfolgte sein Debüt beim Glyndebourne Opera Festival als Faninal, den er 2018 dort wiederholte. 2015 sang er bei den Salzburger Pfingst- und Sommerfestspielen den Thoas in Iphigénie en Tauride. 2016 folgten Debüts an der Pariser Opéra Bastille (Die Meistersinger von Nürnberg) und dem Royal Opera House London (Tannhäuser) sowie an der Semperoper Dresden (als Donner in Das Rheingold). In der Saison 2017/18 wirkte Michael Kraus an der Deutschen Oper am Rhein in Düsseldorf an einer Neuproduktion des Ring des Nibelungen mit, wo er erstmals den Alberich sang. In der Saison 2021/22 sang er dort erneut den Alberich. 2022 gastierte er am Grand Théâtre de Genève als Altgesell in Jenůfa. In der Saison 2022/23 folgten Auftritte an der Opéra Bastille und am Royal Opera House Covent Garden. In der Saison 2024/25 trat er an der Mailänder Scala in der Wiederaufnahme der Oper Der Rosenkavalier als Herr von Faninal auf.
Weitere Gastspiele gab Kraus u. a. an den Staatsopern von Hamburg und München, an der Finnischen Nationaloper, am Teatro Massimo in Palermo und am Teatro Regio di Torino. Er sang in Frankreich, Ungarn, Schweden, Griechenland (1991 in Athen), Israel, Brasilien, Chile und Japan. Daneben trat er auch im Konzertfach und mit Liederabenden auf.
Seit der Spielzeit 2020/21 ist Michael Kraus künstlerischer Leiter des Opernstudios der Wiener Staatsoper.

## Repertoire und Tondokumente
Michael Kraus sang anfänglich die Baritonpartien des lyrischen Fachs mit einem Schwerpunkt bei Mozart (Papageno, Guglielmo, Don Giovanni). Seine Stimme wandelte sich im Laufe seiner Karriere über den Kavalierbariton (wie Valentin in Faust, Conte di Luna in Il Trovatore, Don Carlos di Vargas in La forza del destino oder Germont in La Traviata) bis zum Charakterbariton (u. a. Jago in Otello).
1990 sang Kraus den Papageno in einer Einspielung von Mozarts Die Zauberflöte mit den Wiener Philharmonikern unter Sir Georg Solti (Decca). Mehrfach wirkte er auch in der Decca-Serie Entartete Musik mit: in Jonny spielt auf von Ernst Krenek, Der gewaltige Hahnrei von Berthold Goldschmidt (Auszeichnung mit dem Cannes Classic Award), in der Titelrolle von Der Kaiser von Atlantis von Viktor Ullmann, Die Vögel von Walter Braunfels (1998 Nominierung für den Grammy Award), in Die Verlobung im Traum von Hans Krása und Requiem Ebraico von Erich Zeisl.
Weitere Operngesamtaufnahmen mit Michael Kraus sind u. a. Turandot von Ferruccio Busoni unter Kent Nagano (Virgin Classics), Der Rosenkavalier unter Bernard Haitink (EMI) und Die Harmonie der Welt unter Marek Janowski (Wergo).
Neben seinen Auftritten als Sänger arbeitete Michael Kraus auch als Opernregisseur und Übersetzer von Opernlibretti (Mozart-Da Ponte-Trilogie und Elisir d’amore von Donizetti). 2016 legte er am Institut für Zeitgeschichte der Universität Wien eine Dissertation über die „Musikalische Moderne an den Opernhäusern von Berlin und Wien 1945-1989“ vor, die 2017 in Buchform veröffentlicht wurde.

## Veröffentlichung
- Michael Kraus: Die musikalische Moderne an den Staatsopern von Berlin und Wien 1945–1989. Paradigmen nationaler Kulturidentitäten im Kalten Krieg. Springer Verlag, Berlin / Heidelberg / New York 2017, ISBN 978-3-476-04353-5; springer.com.